# Latein
Die lateinische Sprache (lateinisch lingua Latina), kurz Latein oder Lateinisch, ist eine indogermanische Sprache, die ursprünglich von den Latinern, den Bewohnern von Latium mit Rom als Zentrum, gesprochen wurde. Die frühesten Zeugnisse reichen bis ins 7. oder 6. vorchristliche Jahrhundert zurück (Frühlatein), ab dem 3. vorchristlichen Jahrhundert liegen längere Texte vor (Altlatein). Ihre volle Ausformung in der Gestalt des heute vor allem bekannten und gelehrten klassischen Lateins erreichte die Schriftsprache im ersten vorchristlichen Jahrhundert.
Latein war Amtssprache des Römischen Reichs und wurde so zur dominierenden Verkehrssprache im westlichen Mittelmeerraum. Während sich aus der gesprochenen Umgangssprache, dem sogenannten Vulgärlatein, im Frühmittelalter die romanischen Sprachen entwickelten, blieb das Latein der römischen Schriftsteller auch als tote Sprache bis in die Neuzeit die führende Sprache der Literatur, Wissenschaft, Politik und Kirche. Gelehrte wie Thomas von Aquin, Petrarca, Erasmus, Kopernikus, Descartes oder Newton haben Werke auf Latein verfasst. Bis ins 18. und teilweise bis ins frühe 19. Jahrhundert wurden die Vorlesungen an den Universitäten in ganz Europa auf Latein gehalten; Dissertationen wurden, teils bis ins frühe 20. Jahrhundert, meist auf Latein verfasst. In Polen und im Heiligen Römischen Reich war Latein bis zum Untergang dieser Staatswesen in der Zeit der Französischen Revolution Amtssprache, in Ungarn sogar bis Mitte des 19. Jahrhunderts. Für die Römisch-katholische Kirche ist Latein die wesentliche Sprache der Liturgie und der offiziellen Verlautbarungen; bis zur Liturgiereform der 1960er Jahre fanden Messen fast ausschließlich auf Latein statt und auch heute wird Latein zu diesem Zweck weiterhin verwendet. In Tausenden von Lehn- und Fremdwörtern sowie Redewendungen ist Latein heute auch in nicht romanischen Sprachen wie Deutsch oder Englisch präsent. Bei der Bildung neuer Fachbegriffe wird immer wieder auf Latein zurückgegriffen.
Wegen seiner enormen Bedeutung für die sprachliche und kulturelle Entwicklung Europas wird Latein vor allem in Deutschland, Österreich und der Schweiz an vielen Schulen und Universitäten gelehrt. Für manche Studiengänge werden Lateinkenntnisse oder das Latinum verlangt.

## Sprachwissenschaftliche Einordnung
Latein gehört zum italischen Hauptzweig der indogermanischen Sprachen, von dem sich außerhalb des Lateinischen nennenswerte Spuren nur noch in Gestalt des Oskischen und des Umbrischen erhalten haben. Der Wortschatz legt eine Nähe des Italischen zu den keltischen Sprachen nahe, es ist jedoch nicht gesichert, ob dies eine nähere genetische Verwandtschaft bedeutet oder einen vorgeschichtlichen Sprachkontakt.
Latein ist, wie Altgriechisch, Sanskrit und andere alte indogermanische Sprachen eine typische flektierende Sprache mit synthetischem Sprachbau.

## Regiolekte und Soziolekte
Obgleich die Quellen zu dieser Thematik spärlich sind, ist davon auszugehen, dass das Lateinische ebenso wie andere Sprachen in Regiolekte (geographische Gliederung) und Soziolekte (Gliederung nach sozialen Schichten) gegliedert war. Dieser Umstand wird von der Altphilologie, die sich hauptsächlich mit der Sprache der sogenannten Goldenen und Silbernen Latinität beschäftigt, meist gar nicht oder nur am Rande wahrgenommen. Für eine reiche regiolektale Gliederung des Lateinischen spricht etwa der Umstand der Ausdifferenzierung in die einzelnen romanischen Sprachen (neben dem Einfluss von Substratsprachen) sowie die reiche dialektale Gliederung innerhalb der einzelnen romanischen Sprachen mit teilweise wechselseitig nur schwer verständlichen Dialekten.

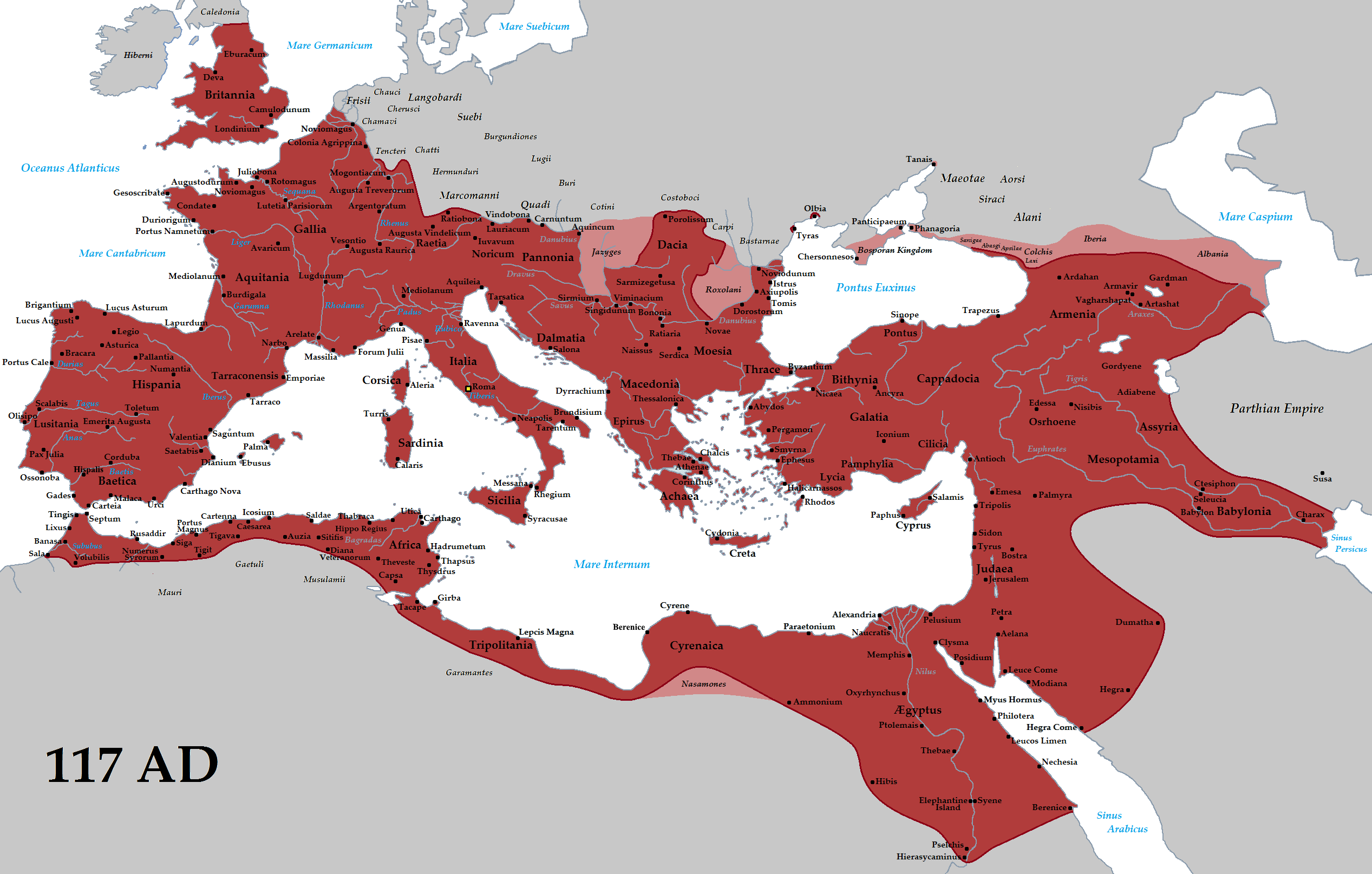
Das römische Reich in seiner größten Ausdehnung beim Tod Kaiser Trajans 117 n. Chr.

Im Hinblick auf die soziale Ausdifferenzierung des Lateinischen ist insbesondere der Gegensatz zwischen der gesprochenen Sprache (der „unteren“ Schichten) einerseits und der uns in den klassischen Texten überlieferten Schriftsprache andererseits hervorzuheben (Diglossie). Letztere dürfte in dieser oder einer ganz ähnlichen Form auch die Umgangssprache der gebildeten Stände gewesen sein. Diese „Hochsprache“ hat sich etwa seit dem dritten vorchristlichen Jahrhundert herausgebildet und wurde im letzten vorchristlichen Jahrhundert von Männern wie Marcus Tullius Cicero in ihre endgültige Form gebracht („Schulbuchlatein“). Es ist davon auszugehen, dass bereits zu Ciceros Zeit die Hochsprache erheblich vom „Latein der Straße“ abwich. Da die gebildeten Stände im alten Rom kein Interesse an der Umgangssprache der unteren Schichten hatten, sind die diesbezüglich überlieferten Informationen sehr spärlich. Eine wichtige Quelle stellen insoweit beispielsweise die durch den Vulkanausbruch von Pompeji im Jahr 79 erhaltenen Graffiti dar, in welchen sich (je nach Bildungsgrad der Schreiber) teilweise eine Sprachform manifestiert, die in vielem bereits Züge der romanischen Sprachen vorwegnimmt (z. B. Kasussynkretismus im Akkusativ mit Verlust des auslautenden -m). Das von Gebildeten wie Cicero, Caesar usw. geschriebene (und gesprochene?) Latein ist daher insgesamt eher als Kunstsprache anzusehen. Dies gilt allerdings mehr oder minder für alle Schrift- bzw. Hochsprachen.
Im Folgenden wird, soweit nichts anders gesagt ist, nur auf den Lautstand und die Grammatik der klassischen lateinischen Sprache eingegangen.

## Schrift
Ebenso wie viele andere Kulturgüter wurde das lateinische Alphabet aus Griechenland entlehnt, und zwar über das altitalische Alphabet der Etrusker. In klassischer Zeit bestand das lateinische Alphabet aus den folgenden 23 Zeichen:
A B C D E F G H I K L M N O P Q R S T V X Y Z
Minuskeln waren in klassischer Zeit unbekannt, d. h., es wurde nur mit den hier angeführten Majuskeln geschrieben. I und V standen gleichzeitig für die Vokale i, u und die Konsonanten j, v. Das Wort iuventus (Jugend) wurde folglich IVVENTVS geschrieben. Die Buchstaben K, Y und Z wurden hauptsächlich in griechischen Fremdwörtern bzw. Eigennamen verwendet.
Geschrieben wurde, neben Steininschriften, auf Holz- und Wachstafeln (tabula cerata), Pergament oder Papyrus. Für den Schreibvorgang auf den Wachstafeln dienten Griffel (stilus). Auf Papyrus wurde mit schwarzer und roter Tinte geschrieben. Die schwarze Tinte bestand aus Ruß und einer Lösung von Gummi arabicum, die rote Tinte wurde auf Ocker-Basis (Rötel) hergestellt. Als Schreibgerät diente ein Pinsel aus Binsen, in griechisch-römischer Zeit ein Schreibrohr, griechisch κάλαμος (kálamos), lateinisch calamus. Schriftwerke größeren Umfangs wurden in klassischer Zeit auf Schriftrollen und Kodizes niedergeschrieben und durch Abschreiben vervielfältigt.
Die erste bekannte stenografische Schrift wurde von Marcus Tullius Ciceros Haussklaven und Privatsekretär Marcus Tullius Tiro erfunden.

## Lautstand und Akzent
Der Lautbestand des Lateinischen ist relativ überschaubar und auf „gängige“ Konsonanten und Vokale beschränkt, wie sie so oder so ähnlich in sehr vielen Sprachen vorkommen. Die historisch „korrekte“ Aussprache (soweit rekonstruierbar) bereitet deutschen Muttersprachlern keine größeren Probleme. Von den romanischen Sprachen hat das Italienische den Lautbestand des Lateinischen am besten bewahrt.

### Konsonanten
Die folgende Tabelle zeigt den Konsonantenbestand des Lateinischen:
|             |             | Labial | Dental | Palatal | Velar | Velar | Glottal |
| einfach     | labiovelar  | Labial | Dental | Palatal |       |       | Glottal |
| ----------- | ----------- | ------ | ------ | ------- | ----- | ----- | ------- |
| Plosiv      | stimmhaft   | /b/    | /d/    |         | /ɡ/   |       |         |
| Plosiv      | stimmlos    | /p/    | /t/    |         | /k/   | /kʷ/  |         |
| Frikativ    |             |        |        |         |       |       |         |
| stimmlos    | /f/         | /s/    |        |         |       | /h/   |         |
| Nasal       | Nasal       | /m/    | /n/    |         |       |       |         |
| Vibrant     | Vibrant     |        | /r/    |         |       |       |         |
| Approximant | Approximant |        | /l/    | /j/     |       | /w/   |         |

Die stimmhaften Plosive b, d und g wurden wohl wie im Deutschen ausgesprochen. Die stimmlosen Varianten waren anders als im Deutschen nicht aspiriert (behaucht). Eine Palatalisierung des [⁠k⁠] (Buchstabe ⟨C⟩) vor hellen Vokalen fand wohl erst in nachklassischer Zeit statt, wobei nicht auszuschließen ist, dass in bestimmten Regio- oder Soziolekten bereits vor der Zeitenwende eine Palatalisierung anzutreffen war. Der ⟨qu⟩ geschriebene plosive Labiovelar [⁠kʷ⁠] ähnelt dem deutschen ⟨qu⟩, allerdings ist der Bestandteil ⟨u⟩ bilabial, nicht wie im Deutschen labiodental. Das ⟨R⟩ war das Zungenspitzen-r, das wie heute noch im Italienischen gerollt wurde. Das ⟨L⟩ wurde je nach Position entweder wie der deutsche Laut [⁠l⁠] oder wie auslautendes englisches [⁠ɫ⁠] artikuliert. Anlautendes h dürfte bereits in klassischer Zeit bestenfalls noch von den Angehörigen gebildeter Stände artikuliert worden sein. Auslautendes m dürfte ebenfalls bereits in klassischer Zeit nur noch schwach artikuliert worden sein, möglicherweise bei gleichzeitiger Nasalierung des vorangehenden Vokals. Der als ⟨V⟩ geschriebene Laut ist ein bilabiales [⁠w⁠] wie im Englischen.

### Vokale und Diphthonge
Das Lateinische kennt, hierin vielen anderen Sprachen ähnlich, die fünf Vokale a, i, u, e und o. Alle fünf Vokale können kurz oder lang sein. Die folgende Tabelle gibt einen Überblick über die genaue Aussprache:
|                 | vorne | vorne | zentral | zentral | hinten | hinten |
| lang            | kurz  | lang  | kurz    | lang    | kurz   |        |
| --------------- | ----- | ----- | ------- | ------- | ------ | ------ |
| geschlossen     | /iː/  | /ɪ/   |         |         | /uː/   | /ʊ/    |
| halbgeschlossen | /eː/  | /ɛ/   |         |         | /oː/   | /ɔ/    |
| offen           |       |       | /aː/    | /a/     |        |        |

An Diphthongen kennt das Lateinische au, ai (geschrieben als ae), oi (geschrieben als oe) sowie die selteneren ei, ui und eu.
Anders als im Deutschen wurde vor anlautendem Vokal wohl kein Glottisverschluss artikuliert.

### Silbenstruktur
Das Lateinische kennt offene (vokalischer Auslaut) und geschlossene (konsonantischer Auslaut) Silben. Im Anlaut sind maximal drei Konsonanten (K) erlaubt, wobei bei drei Konsonanten der dritte ein Resonant (R) sein muss. Im Silbenauslaut sind maximal zwei Konsonanten erlaubt, von denen ebenfalls einer ein Resonant sein muss. Der silbentragende Vokal (V) kann von einem Halbvokal (H) gefolgt werden (Diphthong). Als Silbenträger kommen nur Vokale in Betracht, nicht jedoch Resonanten oder gar Konsonanten (wie etwa in dem tschechischen Wort vlk ‚Wolf‘ oder der deutschen Interjektion pst!). Damit ergibt sich folgende Silbenstruktur: (K)(K)(R)V(H)(R)(K).
Beispiele:
- KV: tū ‚du‘
- VK: os ‚Knochen‘
- KVK: sūs ‚Sau‘
- KKV(K): spē Ablativ Sg. ~ spēs Nom. Sg. ‚Hoffnung‘
- -VRK: amant ‚sie lieben‘
- KKRV-: strīga ‚Hexe‘

Die Silbenstruktur des Lateinischen ist damit deutlich weniger komplex als jene des Deutschen, so dass im Lateinischen (auch wegen des geringen Lautbestands) wesentlich weniger „erlaubte“ Silben existieren als im Deutschen. Das Italienische hat die Silbenstruktur des Lateinischen noch recht gut bewahrt.

### Akzent
Der Wortakzent liegt im klassischen Latein bei mehrsilbigen Wörtern meist auf der vorletzten oder drittletzten Silbe. Die Entscheidung, welche Silbe bei mehrsilbigen Wörtern zu betonen ist, hängt allein von der vorletzten Silbe ab (Pänultimaregel).
Bis heute ungeklärt und Gegenstand der Diskussion ist die Frage, welcher Natur der lateinische Akzent war. Manche Wissenschaftler gehen von einem dynamischen Akzent bzw. Druckakzent wie etwa im Deutschen aus, bei dem die betonte Silbe lauter artikuliert wird. Für diese Theorie sprechen die vielen Vokalschwächungen in lateinischen Wörtern, die für unbetonte Silben in Sprachen mit Druckakzent typisch sind, z. B. facere (tun) und das hiervon abgeleitete deficere (abnehmen, verlassen, sterben) mit der Schwächung des Stammvokals von a zu i. Auch dass alle romanischen Sprachen einen dynamischen Akzent aufweisen, spricht für diese Theorie.
Andere Wissenschaftler nehmen für das Lateinische einen musikalischen bzw. melodischen Akzent an, bei dem statt der Lautstärke die Tonhöhe des Vokals verändert wird. Ein starkes Argument für diese Theorie ist darin zu sehen, dass die von den Römern aus Griechenland „importierte“ quantitierende Metrik für Sprachen mit dynamischem Akzent unbrauchbar ist und folglich einen melodischen Akzent voraussetzt.

## Grammatik

### Morphologie

#### Verben
Lateinische Verben können nach folgenden Kategorien konjugiert werden:
- Person: erste, zweite und dritte Person
- Numerus (Anzahl): Singular und Plural
- Diathese: Aktiv und Passiv
- Tempus: Präsens, Imperfekt, Perfekt, Plusquamperfekt, Futur I, Futur II (Futurperfekt, Perfektfutur)
- Modus: Indikativ, Konjunktiv, Imperativ

Das Lateinische unterscheidet vier Konjugationsklassen:
- 1. Konjugation oder ā-Konjugation
- 2. Konjugation oder ē-Konjugation
- 3. Konjugation, bestehend aus der konsonantischen Konjugation und der gemischten Konjugation (ĭ-Konjugation)
- 4. Konjugation oder ī-Konjugation

Jedes regelmäßige Verb wird einer dieser vier Klassen zugeordnet.
Lateinische Verben werden in allen Aktivformen sowie im Präsens, Imperfekt und Futur Passiv (also den Formen des Präsensstamms) synthetisch, d. h. ohne Hilfsverben und nur mittels grammatischer Bildungsmorpheme, gebildet. Nur im Passiv des Perfekts, Plusquamperfekts und Perfekts Futur erfolgt wie im Deutschen eine analytische Bildung mittels des Partizips Perfekt und des Hilfsverbs esse (sein). Hier zeigt sich also abweichend vom allgemeinen synthetischen Charakter des Lateinischen (s. u.) eine analytische Tendenz. Anders als im Deutschen wird niemals das Hilfsverb „haben“ (habere) verwendet.
Lateinische Verben bestehen aus einem Verbstamm (Präsens- oder Perfektstamm), gegebenenfalls versehen mit einem Verbalpräfix, einem Tempus- und Moduszeichen, das Zeitform und Modus anzeigt und das an den stammauslautenden Vokal antritt oder diesen ersetzt, sowie – außer im Infinitiv – einer Personalendung, die gleichzeitig Person, Numerus und Diathese anzeigt.
Die folgende Tabelle zeigt den Aufbau lateinischer Verben anhand einiger ausgewählter Formen des Verbs amāre („lieben“).
|                |                                                  | Bedeutung                     | Stamm  | Tempus-/Moduszeichen | Person, Numerus, Diathese |
| -------------- | ------------------------------------------------ | ----------------------------- | ------ | -------------------- | ------------------------- |
| Präsens- stamm | 1. Person Singular Präsens Indikativ Aktiv       | ich liebe                     | amā-   | —                    | -ō (-ā- + -ō zu ō)        |
| Präsens- stamm | 2. Person Singular Präsens Konjunktiv Aktiv      | du mögest lieben              | am(ā)- | -e-                  | -s                        |
| Präsens- stamm | 2. Person Plural Imperfekt Konjunktiv Aktiv      | ihr liebtet                   | amā-   | -rē-                 | -tis                      |
| Präsens- stamm | 1. Person Plural Futur Indikativ Passiv          | wir werden geliebt werden     | amā-   | -bi-                 | -mur                      |
| Perfekt- stamm | 1. Person Singular Perfekt Indikativ Aktiv       | ich habe geliebt / ich liebte | amāv-  | —                    | -ī                        |
| Perfekt- stamm | 2. Person Singular Perfekt Konjunktiv Aktiv      | du habest geliebt             | amāv-  | -eri-                | -s                        |
| Perfekt- stamm | 3. Person Plural Plusquamperfekt Indikativ Aktiv | sie hatten geliebt            | amāv-  | -era-                | -nt                       |

Aus der Tabelle ist zu ersehen, dass die mittlere Position zwischen Stamm und Personalendung vom Tempus- und Modusmorphem eingenommen wird, während die letzte Position jeweils dem Suffix vorbehalten ist, das gleichzeitig Person, Anzahl und Diathese anzeigt. Im Präsens und Perfekt Indikativ ist das Tempuszeichen ein Nullmorphem (die Position ist also nicht besetzt). Bei einigen Futur- und Konjunktivformen wird der Stammvokal je nach Deklinationsklasse durch einen anderen Vokal ersetzt.

#### Substantive
Am Substantiv werden die folgenden grammatischen Kategorien unterschieden:
- Genus (grammatisches Geschlecht): Maskulinum, Femininum, Neutrum
- Numerus (Anzahl): Singular, Plural
- Kasus (Fall): Nominativ, Genitiv, Dativ, Akkusativ, Vokativ, Ablativ, Lokativ

Die Funktionen der ersten vier oben genannten Kasus entsprechen grob den Funktionen, welche diese auch im Deutschen aufweisen: der Nominativ ist der Fall des grammatischen Subjekts, der Genitiv zeigt Besitzverhältnisse und Ähnliches an, der Dativ ist der Fall des indirekten und der Akkusativ der Fall des direkten Objekts.
Im lateinischen Ablativ sind durch Kasussynkretismus mehrere ältere Kasus zusammengefallen: Ablativ, Instrumental, Lokativ. Entsprechend vielfältig sind die Funktionen, die der Ablativ im Lateinischen erfüllt. Der ursprüngliche Ablativ bezeichnet eine Bewegung im Raum oder in der Zeit weg von dem entsprechenden Substantiv, z. B.: a Rōmā („von Rom [weg]“), ab urbe conditā („seit der Gründung der Stadt [Rom]“). Der Ablativ als Instrumental bezeichnet den Gebrauch eines Gegenstands, z. B.: gladiō pugnāre („mit dem Schwert kämpfen“). Der Ablativ als Lokativ bezeichnet einen Ort im Raum oder in der Zeit, z. B.: eō locō („an diesem Ort“), eō tempore („zu dieser Zeit“).
Der Vokativ, der sich heute beispielsweise auch noch in der tschechischen Sprache findet, ist der Anredefall. Dieser wird (unter anderem) im Singular der zweiten Deklination (O-Deklination) vom Nominativ unterschieden und wird in „modernen“ Schulgrammatiken in der Regel nicht bzw. nur für die zweite Deklination separat aufgeführt. Im Singular der zweiten Deklination wird der Stammauslaut u (bzw. in einer älteren Sprachstufe: o) durch ein e ersetzt. Der berühmte angebliche letzte Satz Gaius Iulius Caesars, „Auch du mein Sohn, Brutus“, lautet auf Latein: et tu, mi fīli Brūte, wobei sowohl „Brutus“ als auch „meus filius“ im Vokativ stehen.
Der reine Lokativ ist nur noch rudimentär erhalten und wird ebenso wie der Vokativ in Schulgrammatiken in der Regel nicht separat aufgeführt. Neben zu Adverbien erstarrten alten Lokativen wie domī (zu Hause), humī (auf dem Boden) tritt der Lokativ noch bei Ortsnamen zutage, z. B.: Romae (in Rom).
Das Lateinische kennt fünf Deklinationsklassen:
| Deklination | 1. Deklination            | 2. Deklination          | 2. Deklination        | 2. Deklination            | 3. Deklination              | 3. Deklination           | 3. Deklination          | 4. Deklination           | 5. Deklination        |
| ----------- | ------------------------- | ----------------------- | --------------------- | ------------------------- | --------------------------- | ------------------------ | ----------------------- | ------------------------ | --------------------- |
| Stamm       | a-Deklination             | o-Deklination           | o-Deklination         | o-Deklination             | Konsonantische Deklination  | Mischdeklination         | i-Deklination           | u-Deklination            | e-Deklination         |
| Beispiel    | domina, -ae f. die Herrin | dominus, -i m. der Herr | ager, -i m. der Acker | templum, -i n. der Tempel | corpus, -oris n. der Körper | navis, -is f. das Schiff | turris, -is f. der Turm | portus, -us m. der Hafen | res, rei f. die Sache |
| Singular    |                           |                         |                       |                           |                             |                          |                         |                          |                       |
| Nominativ   | domina                    | dominus                 | ager                  | templum                   | corpus                      | nāvis                    | turris                  | portus                   | res                   |
| Genitiv     | dominae                   | dominī                  | agrī                  | templī                    | corporis                    | nāvis                    | turris                  | portūs                   | rei                   |
| Dativ       | dominae                   | dominō                  | agrō                  | templō                    | corporī                     | nāvī                     | turrī                   | portui                   | reī                   |
| Akkusativ   | dominam                   | dominum                 | agrum                 | templum                   | corpus                      | nāvem                    | turrim                  | portum                   | rem                   |
| Vokativ     | domina                    | domine                  | ager                  | templum                   | corpus                      | nāvis                    | turris                  | portus                   | res                   |
| Ablativ     | dominā                    | dominō                  | agrō                  | templō                    | corpore                     | nāve                     | turrī                   | portū                    | rē                    |
| Lokativ     | Romae                     | Corinthī                | —                     | —                         | rūrī (auf dem Lande)        | —                        | marī (zu Meer)          | domī (zu Hause)          | —                     |
| Plural      |                           |                         |                       |                           |                             |                          |                         |                          |                       |
| Nominativ   | dominae                   | dominī                  | agrī                  | templa                    | corpora                     | nāvēs                    | turrēs                  | portūs                   | rēs                   |
| Genitiv     | dominārum                 | dominōrum               | agrōrum               | templōrum                 | corporum                    | nāvium                   | turrium                 | portuum                  | rērum                 |
| Dativ       | dominīs                   | dominīs                 | agrīs                 | templīs                   | corporibus                  | nāvibus                  | turribus                | portibus                 | rēbus                 |
| Akkusativ   | dominās                   | dominōs                 | agrōs                 | templa                    | corpora                     | nāvēs                    | turrīs                  | portūs                   | rēs                   |
| Vokativ     | dominae                   | dominī                  | agrī                  | templa                    | corpora                     | nāvēs                    | turrēs                  | portūs                   | rēs                   |
| Ablativ     | dominīs                   | dominīs                 | agrīs                 | templīs                   | corporibus                  | nāvibus                  | turribus                | portibus                 | rēbus                 |
| Lokativ     | Athenīs                   | Pompeiīs                | —                     | —                         | —                           | —                        | —                       | —                        | —                     |

#### Adjektive
Ebenso wie die Substantive zählen auch die Adjektive im Lateinischen zu den deklinierbaren Wörtern. Ein großer Teil der Adjektive wird nach der ersten und zweiten Deklination gebeugt, wie sie weiter oben bereits für Substantive vorgestellt wurde:
- bonus, bona, bonum (gut)
- sacer, sacra, sacrum (heilig)
- miser, misera, miserum (elend)

Die obliquen Kasus entsprechen ebenfalls den weiter oben gezeigten Formen der ersten und zweiten Deklination.
Daneben kennt das Lateinische auch viele Adjektive der dritten Deklination. Diese werden in der Regel wie I-Stämme gebeugt, wobei sie meist ein -em statt, wie bei den entsprechenden Substantiven, ein -im im Akkusativ Singular zeigen.
- atrox (alle Genera) (grausam)
- agilis (m./f.), agile (n.) (beweglich, schnell)
- celer (m.), celeris (f.), celere (n.) (schnell)

Adjektive der vierten und fünften Deklination existieren nicht.
Ebenso wie im Deutschen werden der Komparativ und der Superlativ durch Suffigierung gebildet. Das Komparativ-Suffix lautet für Maskulina und Feminina -ior und für Neutra -ius, das Superlativ-Suffix lautet -issimus, -a, -um (m./f./n.). Bei Adjektiven mit dem Stammauslaut -r erfolgt eine Assimilation des Suffixes zu -rimus.
- benignus, benignior/benignius, benignissimus (freundlich, freundlicher, am freundlichsten)
- pulcher, pulchrior/pluchrius, pulcherrimus (schön, schöner, am schönsten)

Ebenso wie im Deutschen weisen einige Adjektive unregelmäßige Steigerungsformen auf, z. B.:
- bonus, melior/melius, optimus (gut, besser, am besten)
- malus, peior/peius, pessimus (schlecht, schlechter, am schlechtesten)
- magnus, maior/maius, maximus (groß, größer, am größten)

#### Pronomina
Pronomina sind deklinierbare Wörter (Nomina), die „an Stelle von Nomina“ (prō nomine) stehen. Das Lateinische unterscheidet folgende Arten von Pronomina: Personalpronomen, Possessivpronomen, Reflexivpronomen, Relativpronomen, Demonstrativpronomen, Interrogativpronomen, Indefinitpronomen.

#### Zahlwörter
- Grundzahlwörter (Kardinalia)

Die folgende Tabelle zeigt die Grundzahlwörter von 1 bis 20 und dann in Zehnern und Hundertern bis 1.000. Die Zahlen 1 bis 3, die Hunderter (außer centum) sowie der Plural des Wortes (mille) für 1.000 sind deklinierbar.
| 1  | I    | ūnus, -a, -um    | 11 | XI    | ūndecim       | 21  | XXI  | ūnus et vigintī | 101  | CI   | centum et ūnus        |
| 2  | II   | duo, -ae, -o     | 12 | XII   | duodecim      | 22  | XXII | duo et vigintī  | 200  | CC   | ducentī, -ae, -a      |
| 3  | III  | trēs, tres, tria | 13 | XIII  | tredecim      | 30  | XXX  | triginta        | 300  | CCC  | trecentī, -ae, -a     |
| 4  | IV   | quattuor         | 14 | XIV   | quattuordecim | 40  | XL   | quadraginta     | 400  | CD   | quadringentī, -ae, -a |
| 5  | V    | quīnque          | 15 | XV    | quīndecim     | 50  | L    | quīnquaginta    | 500  | D    | quīngentī, -ae, -a    |
| 6  | VI   | sex              | 16 | XVI   | sedecim       | 60  | LX   | sexaginta       | 600  | DC   | sescentī, -ae, -a     |
| 7  | VII  | septem           | 17 | XVII  | septendecim   | 70  | LXX  | septuaginta     | 700  | DCC  | septingentī, -ae, -a  |
| 8  | VIII | octō             | 18 | XVIII | duodevigintī  | 80  | LXXX | octaginta       | 800  | DCCC | octingentī, -ae, -a   |
| 9  | IX   | novem            | 19 | XIX   | undevigintī   | 90  | XC   | nōnāgintā       | 900  | CM   | nongentī, -ae, -a     |
| 10 | X    | decem            | 20 | XX    | vigintī       | 100 | C    | centum          | 1000 | M    | mille                 |

- Ordnungszahlwörter (Ordinalia; erster, zweiter …): prīmus, secundus, tertius, quartus, quīntus, sextus, septimus, octavus, nōnus, decimus …

- Wiederholungszahlwörter (Iterativa; einmal, zweimal …): semel, bis, ter, quater, quīnquiē(n)s, sexie(n)s, septiē(n)s, octiē(n)s, nōniē(n)s, deciē(n)s …

Die Wiederholungszahlwörter sind als Adverbien nicht flektierbar.

### Syntax
Der Satzbau des Lateinischen ist in vieler Hinsicht frei, da man die einzelnen Satzglieder häufig anhand ihrer Endungen eindeutig zuordnen kann. Besonders in Dichtung und Literatur werden die wenigen, kaum verbindlichen Regeln eher bedeutungslos. Wie in den meisten romanischen Sprachen kann ein Personalpronomen als Subjekt weggelassen werden (B.: venimus ‚wir kommen‘, dagegen nōs venimus ‚wir kommen‘ (betont)). Ebenso entfallen häufig „sagte / sprach“ usw. vor der wörtlichen Rede (bspw.: tum ille: cras veniam ‚dann [sagte] jener: „morgen komme ich“‘).
An erster Stelle im Satz stehen gewöhnlich betonte Satzteile (Subjekt, Objekt oder Adverb), Fragepronomen (z. B. quis, quid, quandō …), Imperative und die Fragepartikeln num ‚etwa?‘ und nōnne ‚etwa nicht?‘. Verben stehen häufig am Satzende (z. B. ego te absolvō ‚ich spreche dich los‘).
Adjektive, Partizipien, Possessivpronomen und Genitivattribute stehen gewöhnlich hinter dem zugehörigen Substantiv, z. B. Carolus Magnus ‚Karl der Große‘, homo sapiens ‚der weise Mensch‘, domus mea ‚mein Haus‘.

## Sprachgeschichte

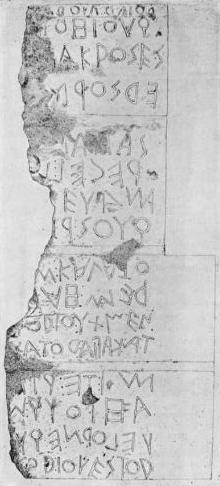
Inschrift auf dem Lapis Niger, einer der ältesten überlieferten lateinischen Texte (6. bis 5. Jahrhundert v. Chr.)

### Antike

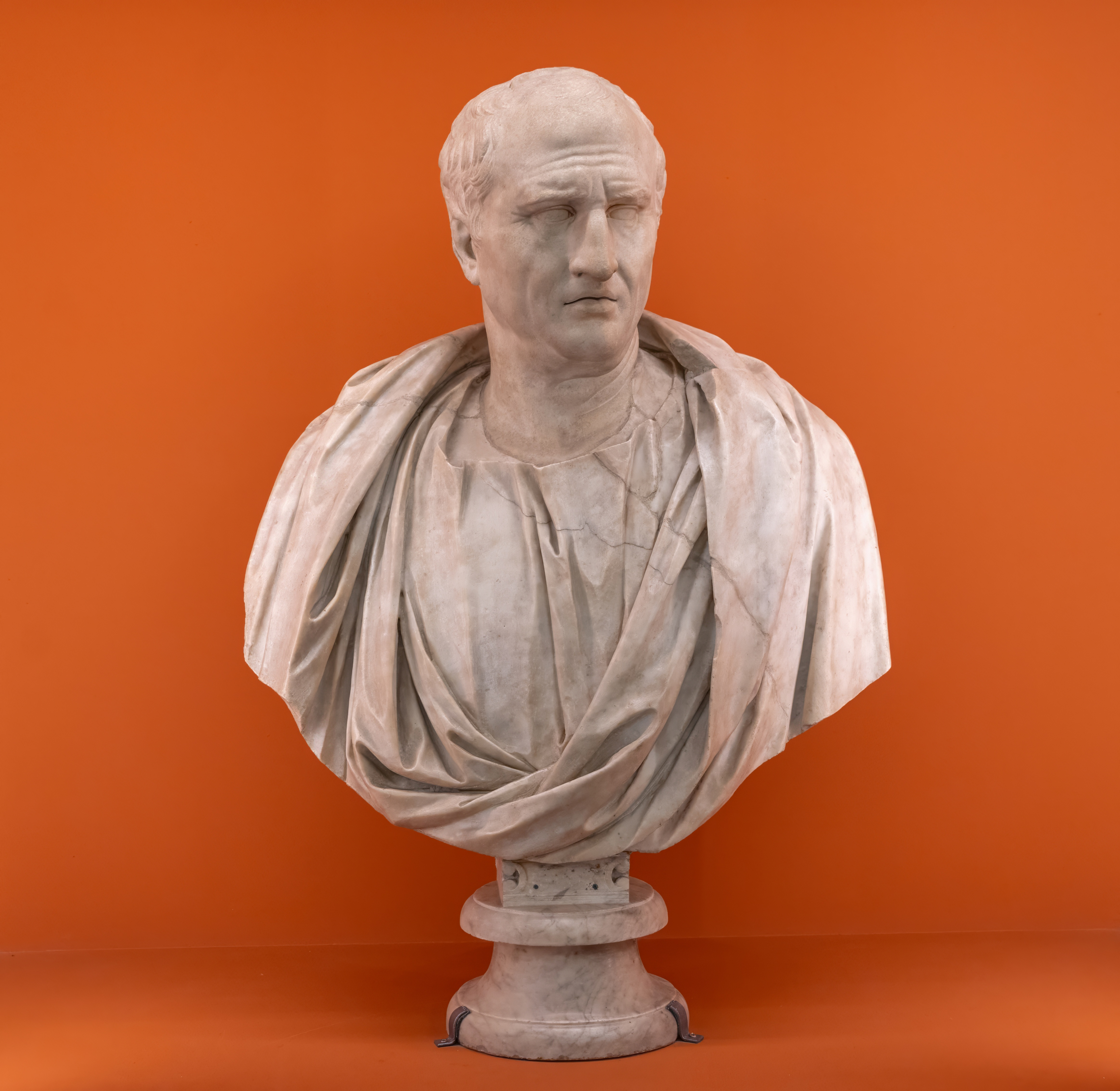
Büste Ciceros, des Vollenders des klassischen Lateins (Kapitolinische Museen, Rom)

Latein hat seinen Namen von den Latinern, einem Volk im antiken Latium (heute ein zentraler Bestandteil der italienischen Region Lazio), zu dessen Zentrum sich seit dem 8. Jahrhundert v. Chr. Rom entwickelte. Die früheste Form des Lateinischen, das Frühlatein, ist nur in einigen Inschriften wie dem Lapis Niger oder der Duenos-Inschrift aus dem 6. oder 5. Jahrhundert v. Chr. greifbar. Aus ihm entwickelte sich durch Rhotazismus, Vokalschwächungen und andere Veränderungen in Phonologie und Morphologie bis zum 3. Jahrhundert v. Chr. das Altlatein, für das mit den Komödien des Plautus und des Terenz (3./2. Jahrhundert v. Chr.) ein großes Textkorpus vorliegt.
Für das 1. Jahrhundert v. Chr. und die Zeitenwende spricht man dann vom klassischen Latein. Es unterscheidet sich vom Altlatein hauptsächlich durch Assimilationen und einige orthographische Änderungen. Mit dem Aufblühen der römischen Literatur in dieser Zeit konnte es sich zunehmend auch in Literatur und Wissenschaft gegenüber dem (Alt-)Griechischen behaupten. Die Autoren der sogenannten Goldenen Latinität, insbesondere Marcus Tullius Cicero und Vergil, wurden für die weitere Entwicklung der Sprache maßgeblich.
Weil die Literatur dieser Zeit als mustergültig und nicht weiter verbesserungsfähig betrachtet wurde, veränderte sich die lateinische Literatursprache fortan seitdem nur noch im Vokabular, nicht aber im Formenbestand oder der Syntax. Das Latein von Autoren des 1. und 2. Jahrhunderts n. Chr. wie Seneca und Tacitus, die man zur Silbernen Latinität zählt, oder von spätantiken Autoren wie Augustinus von Hippo und Boethius (Spätlatein), unterscheidet sich deshalb nicht grundsätzlich vom Latein der klassischen Zeit, wohl aber zunehmend von der gesprochenen Sprache des einfachen Volkes, dem sogenannten Vulgärlatein, das sich kontinuierlich weiterentwickelte, bis daraus im frühen Mittelalter die romanischen Sprachen entstanden. In der Syntax wurde zum Beispiel der Accusativus cum infinitivo in der Spätantike zunehmend ungebräuchlich, er wurde aber weiterhin als korrekt angesehen und verschwand daher nicht. Der Altphilologe Wilfried Stroh vertritt daher die These, Latein sei bereits um die Zeitenwende insofern zu einer „toten“ Sprache geworden, als es sich danach nicht mehr entscheidend verändert habe und gerade deshalb im Mittelalter und der Frühen Neuzeit zum internationalen Kommunikationsmittel werden konnte.
Im Zuge der römischen Expansion setzte sich Latein als dominierende Verkehrssprache im gesamten Römischen Reich durch, wobei es im östlichen Teil des Reiches mit dem Griechischen konkurrierte und deshalb nur im Westen durch die Romanisierung, namentlich in Italien, in Gallien sowie in den Provinzen Hispania, Dacia und Africa zur Muttersprache der ansässigen Bevölkerung wurde. Im östlichen Mittelmeerraum hingegen war Latein zwar bis Herakleios die Sprache von Militär und Verwaltung, es konnte das Griechische als lingua franca allerdings niemals verdrängen. Gerade in der Spätantike drangen aber mehrere lateinische Wörter in den Wortschatz des Griechischen, der Verkehrssprache Ostroms, ein.
Während der Spätantike und der Völkerwanderung verfiel schrittweise der lateinische Grammatikunterricht und damit der Gebrauch der lateinischen Schriftsprache. Der letzte römische Kaiser, dessen Muttersprache Latein war, war Justinian (527 bis 565), und als letzter bedeutender lateinischer Poet des Altertums gilt sein Zeitgenosse Gorippus (um 550). Auch Gregor der Große predigte um 600 noch in klassischem Latein und wurde offenbar von der römischen Gemeinde verstanden.

### Mittelalter

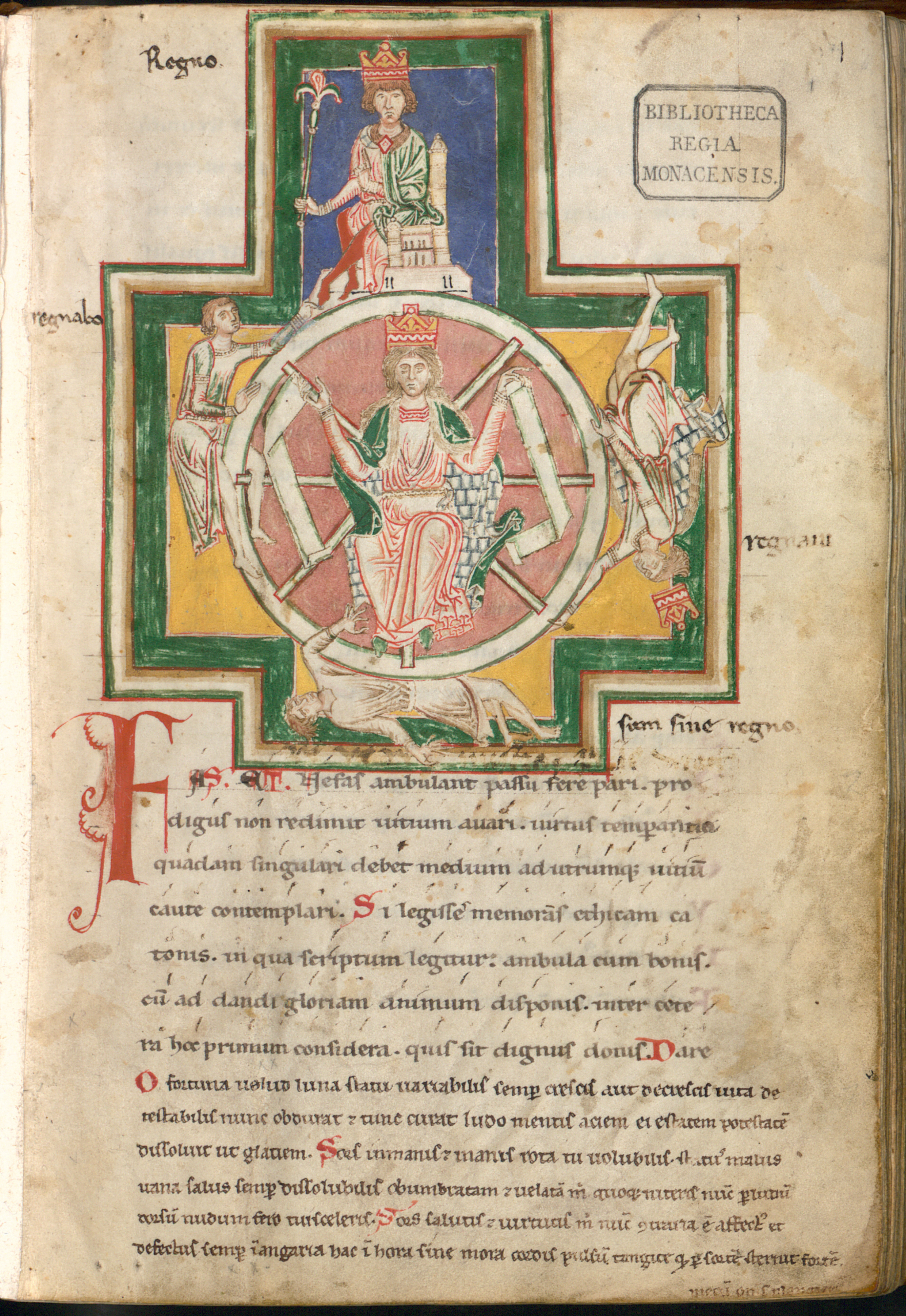
Frontispiz der Carmina Burana mit einer Darstellung des Rads der Fortuna (ca. 1230)

Ein Großteil der lateinischen Literatur der Antike ging zwischen 550 und 750 verloren, neue literarische Texte in dieser Sprache entstanden seit dem ausgehenden 6. Jahrhundert kaum mehr. In der Folgezeit vergrößerte sich im Bereich des einstigen weströmischen Reiches die Kluft zwischen der Umgangssprache und Hochlatein so erheblich, dass sich schließlich aus den lokalen Dialekten eigene Volkssprachen entwickelten. Als „Geburtsurkunde“ dieser romanischen Sprachen gilt dabei das Konzil von Tours im Jahr 813, auf dem beschlossen wurde, fortan Predigten in volkstümlicher Sprache zuzulassen, da die Gläubigen kein Latein mehr verstünden. In Ostrom, wo man in Verwaltung und Armee noch im 6. Jahrhundert Latein gesprochen hatte, war Latein im frühen 7. Jahrhundert gänzlich außer Gebrauch geraten und durch das Griechische ersetzt worden.
Unter Karl dem Großen und seinem Berater Alkuin erlebte Latein jedoch eine Renaissance. In einer Anweisung aus dem Jahr 789 wurden alle Klöster und Bischofssitze des Reiches angewiesen, Schulen zu unterhalten, in denen Latein unterrichtet werden sollte. Bald entstanden auch wieder neue literarische Werke in Latein wie etwa Einhards Karlsbiografie Vita Karoli Magni, die sich sprachlich und inhaltlich an antiken Vorbildern, insbesondere Sueton, orientiert. Weitere lateinische Autoren aus dem Mittelalter sind zum Beispiel Balderich von Bourgueil oder Hrotsvitha von Gandersheim.
Als „tote“ Sprache veränderte sich Latein auch im Mittelalter nicht wesentlich. Allerdings vergrößerte sich das Vokabular weiterhin, und es bürgerten sich Vereinfachungen im Bereich der Grammatik ein wie zum Beispiel der durch quod eingeleitete Objektsatz anstelle des klassischen (und parallel dazu weiter gebräuchlichen) Accusativus cum infinitivo. Die Quantitäten der lateinischen Silben wurden oft nicht mehr beachtet, so dass Dichtungen in der heute üblichen Akzentuierung entstanden, wie zum Beispiel viele Lieder aus der Sammlung der Carmina Burana. Auch die Phonetik änderte sich, beeinflusst von den romanischen Volkssprachen: So wurde seit dem späten 6. Jahrhundert das ⟨c⟩ (klassisch /k/) vor Vordervokalen wie /e/ und /i/ als Affrikate gesprochen (die es vorher im Lateinischen nicht gab), gleichzeitig bürgerte sich die Aussprache von ⟨ti⟩ /tj/ als /tsj/ ein, wie sie heute noch in deutschen Fremdwörtern üblich ist, z. B. ‚Reaktion‘. Die Diphthonge /ae/ und /oe/ sprach man bereits in der Spätantike zunehmend als /ɛː/ bzw. /eː/ und schrieb sie dementsprechend.
Latein als Sprache der Gebildeten erreichte im Mittelalter auch in vielen Gebieten Europas Bedeutung, die außerhalb des einstigen Römischen Reiches lagen, also nie lateinischsprachig gewesen waren. Hier hielt es mit der Christianisierung Einzug, denn es war die Sprache der Kirche, der Heiligen Messe und des theologischen Diskurses. An den seit dem 13. Jahrhundert aufkommenden Universitäten West-, Nord- und Mitteleuropas war Latein die Verkehrs- und Wissenschaftssprache schlechthin. So schrieb der bedeutendste Autor des Hochmittelalters, Thomas von Aquin, Latein, das allerdings, da es für die Scholastik typisch war, von den späteren Humanisten als steif und trocken empfunden wurde.

### Neuzeit

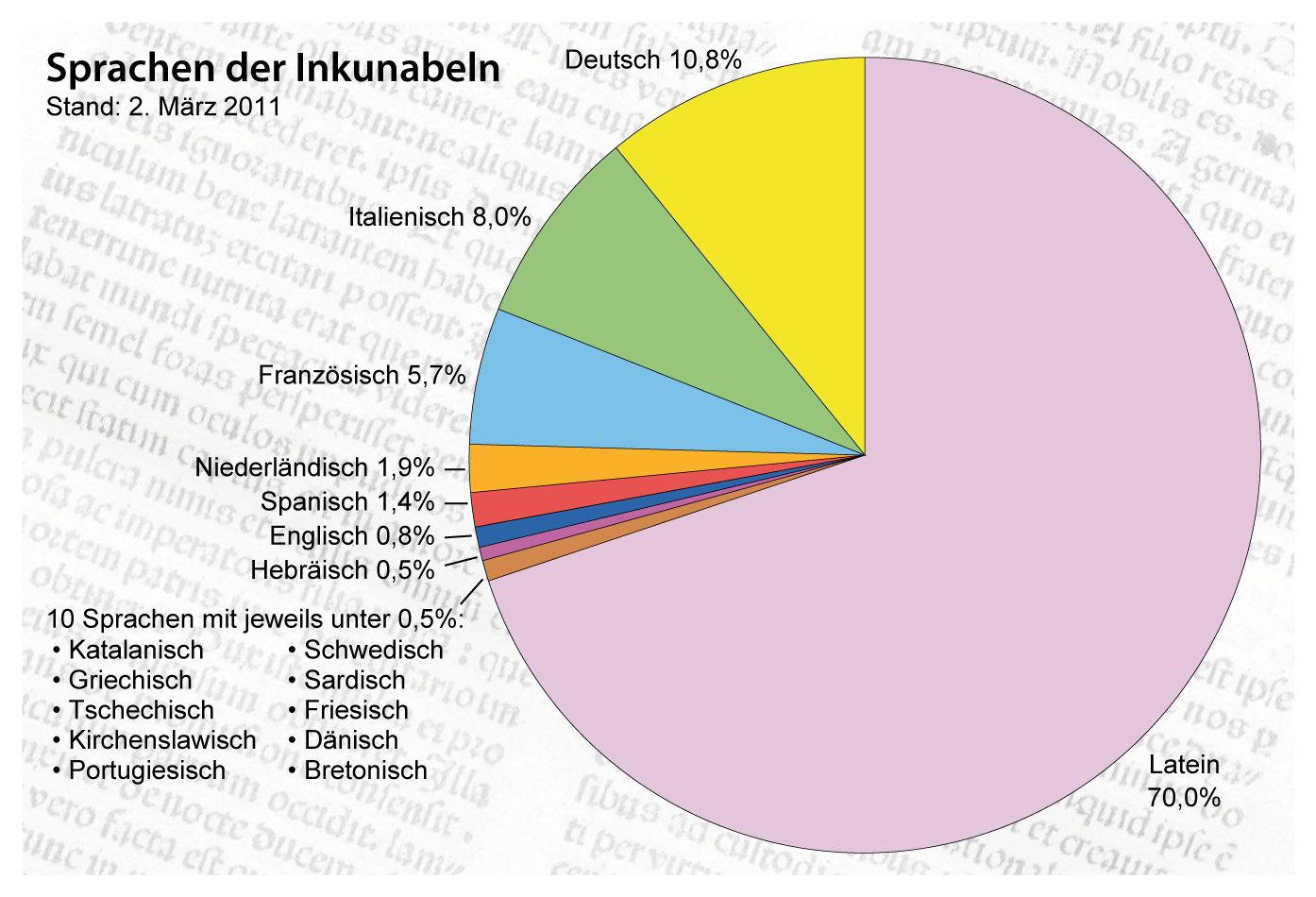
Frühdrucke nach Sprachen: Latein dominierte das gedruckte Wort im 15. Jahrhundert.

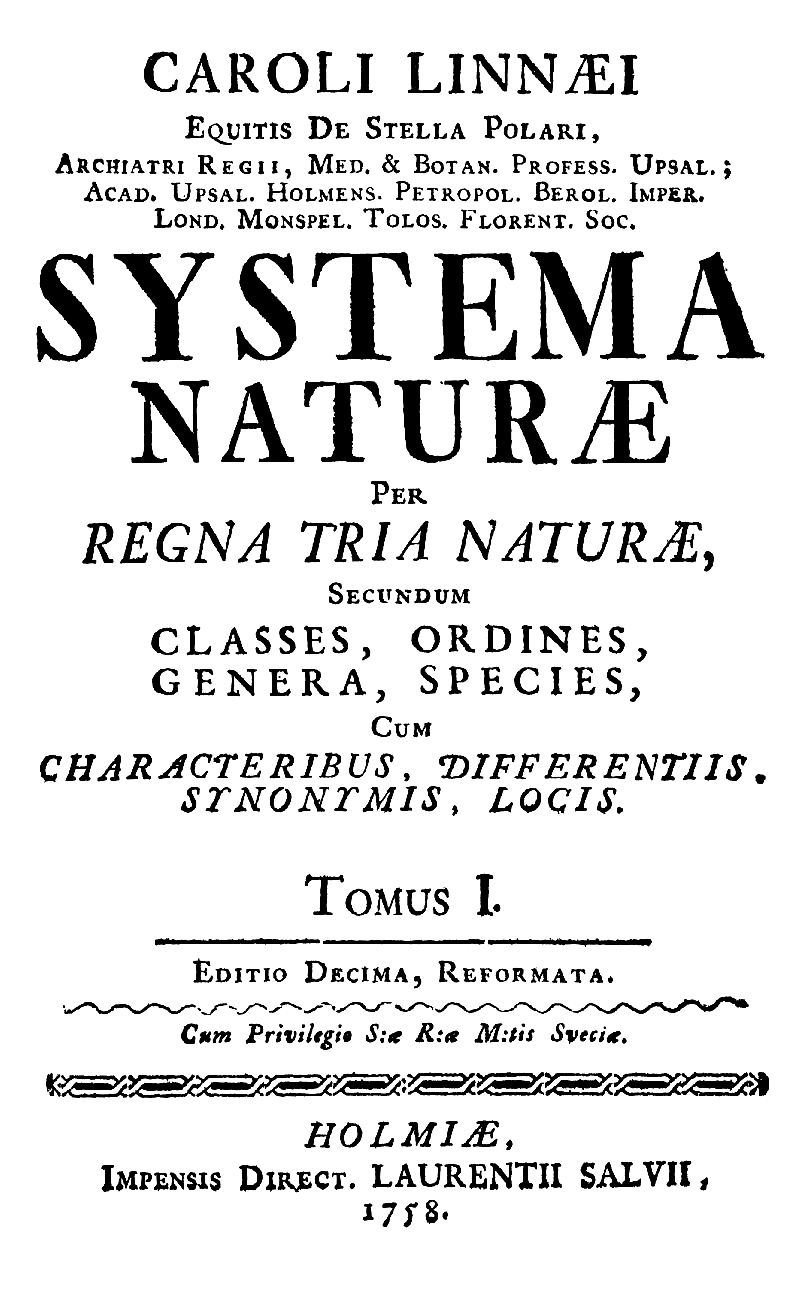
Grundlegend für die Nomenklatur in der Zoologie: Systema naturæ, Ausgabe von 1758

Eine Erneuerung der lateinischen Sprache war denn auch das erste Ziel des Renaissance-Humanismus, der in Italien mit Francesco Petrarca und Giovanni Boccaccio begann. Auch nördlich der Alpen wurde bald wieder Cicero als Vorbild im Gebrauch des Lateinischen nachgeahmt. Vor allem Erasmus von Rotterdam reichte mit seinem eleganten Latein an das antike Vorbild heran. Die Entdeckung der Neuen Welt machte Christoph Kolumbus durch den lateinischen Brief De insulis nuper inventis in ganz Europa bekannt. Reformation und Gegenreformation förderten das Lateinische. Luthers Freund Philipp Melanchthon verfasste Lehrbücher und Lehrpläne für die neu errichteten protestantischen Gymnasien, deren wichtigstes Ziel eine aktive Beherrschung des Lateinischen war. Gleiches galt für die Schulen der Jesuiten, die mit ihren lateinischen Schultheatern auch das einfache Volk begeisterten. Ein Jesuit gilt auch als größter unter den deutschen Barockdichtern, Jacob Balde (1604–1668). Hugo Grotius legte mit seinem 1625 erschienenen Hauptwerk De jure belli ac pacis die Grundlagen des Völkerrechts. Generationen von Kindern lernten seit 1658 Latein mit dem Orbis sensualium pictus, dem berühmten deutsch-lateinischen Bilderbuch des großen Pädagogen Johann Amos Comenius.
Mit dem Erstarken der Nationalsprachen seit dem 17. Jahrhundert verlor Latein mehr und mehr an Boden. Im deutschen Sprachraum erschienen im Jahre 1681 zum ersten Mal mehr Bücher auf Deutsch als in Latein. Lateinische Belletristik wie der 1741 erschienene Roman Nikolai Klimii iter subterraneum des Dänen Ludvig Holberg war nunmehr die Ausnahme. Weiterhin wichtig blieb Latein aber als internationales Verständigungsmittel in den Wissenschaften: Nikolaus Kopernikus, Johannes Kepler und Galileo Galilei veröffentlichten ihre bahnbrechenden astronomischen Erkenntnisse in lateinischer Sprache, auch die Philosophiae Naturalis Principia Mathematica von Isaac Newton erschien 1687 auf Latein. Auch private Briefe zwischen Gelehrten wurden während des 17. und bis zur Mitte des 18. Jahrhunderts auf Latein verfasst. Die lateinische Expedition des Reichshofrats korrespondierte mit den Reichsständen Reichsitaliens, des Burgundischen Reichskreises, den geistlichen Territorien, Universitäten und Akademien auf Latein. Die Amtssprache Polen-Litauens und Ungarns war bis Ende des 18. Jahrhunderts Latein.
Der Philosoph René Descartes ist mit seinem Satz cogito ergo sum aus seinen 1644 erschienenen principia philosophiae berühmt geworden, und Arthur Schopenhauer verfasste noch 1830 seine Theoria colorum physiologica auf Latein. Die von dem Schweden Carl von Linné in seinem Systema Naturae 1735 entwickelte Methode, Lebewesen lateinisch zu klassifizieren, ist bis heute in Gebrauch. Carl Friedrich Gauß schrieb im Jahr 1798 mit nur 21 Jahren seine Disquisitiones Arithmeticae (lateinisch für Zahlentheoretische Untersuchungen), die am 29. September 1801 in Leipzig veröffentlicht wurden. Sie sind als Lehrbuch der Zahlentheorie bis heute gültig und von Bedeutung.
Seit der preußischen Bildungsreform durch Wilhelm von Humboldt spielt Latein an den humanistischen Gymnasien eine zentrale Rolle. Die alten Sprachen sollen nach Humboldt dem Ziel einer allgemeinen Menschenbildung dienen. Erst unter Wilhelm II. wurden an den deutschen Gymnasien der lateinische Abituraufsatz und die mündliche Prüfung in Latein abgeschafft. Carl Orffs Carmina Burana wurden in den 1930er Jahren zum Welterfolg. Nach dem Zweiten Weltkrieg erlebte der Lateinunterricht an deutschen Schulen ebenso ein gewisses Aufblühen wie in den neuen Bundesländern nach dem Zusammenbruch der DDR.

## Latein in der Gegenwart

### Schule und Universität
Latein wird im deutschsprachigen Raum vor allem an Gymnasien und Gesamtschulen gelehrt. Etwa ein Drittel aller Gymnasiasten in Österreich und Deutschland lernt heute Latein als erste, zweite oder dritte Fremdsprache. Vor allem am humanistischen Gymnasium wird Latein als erste Fremdsprache angeboten. In der Schweiz kann Latein bereits in der obligatorischen Sekundarstufe I als Freifach gelernt werden.
Trotz kritischer Diskussion der Vorzüge und Nachteile des Lateinunterrichts an Schulen stieg von 1998 bis mindestens 2008 die Zahl der Schüler, die sich für Latein als Fremdsprache entscheiden, in Deutschland merklich an. Die Gründe dafür sind unklar. Das gute Abschneiden humanistischer Gymnasien bei nationalen und internationalen Bildungstests, eine deutliche Modernisierung des Lateinunterrichts und der entsprechenden Lehrwerke oder das allgemein große Interesse für die Antike werden als Gründe genannt.
An zahlreichen Universitäten kann Latein studiert werden. Die Latinistik gehört neben der Gräzistik zum Fachbereich Klassische Philologie. In zunehmendem Maße werden an den Universitäten Lehrstühle mit dem Schwerpunkt Latein im Mittelalter und Latein in der Neuzeit eingerichtet. Mancherorts werden auch Vorlesungen oder andere Veranstaltungen in lateinischer Sprache abgehalten. Für einige andere Studiengänge werden das Latinum oder Lateinkenntnisse gefordert, insbesondere in zahlreichen geisteswissenschaftlichen Fächern. Die Regelungen sind hier jedoch von Universität zu Universität verschieden.

### Studentisches Umfeld
Latein als „universitäre“ Sprache hatte zu früheren Zeiten auch einen erheblichen Einfluss auf die Burschensprache, was sich heute noch im Sprachgebrauch der Studentenverbindungen widerspiegelt. Allerdings werden hierbei in der Regel nur einzelne Begriffe verwendet. Ausnahmen finden sich nur in einzelnen Veranstaltungen, die bewusst in lateinischer Sprache abgehalten werden. So findet etwa seit 1998 bei der AMV Waltharia Frankfurt im Sondershäuser Verband in jedem Semester eine so genannte „Lateinkneipe“ statt, bei der Latein die einzig zugelassene Sprache ist und sich dieses nicht nur auf die Studentenlieder beschränkt, sondern auch auf alle Wortbeiträge. Aus dem allgemeinen studentischen Umfeld ist Latein als Sprache gänzlich verschwunden.

### Rundfunk, Fernsehen und Internet
Der finnische Rundfunksender YLE (Yleisradio) veröffentlichte bis Juni 2019 die Nuntii Latini in schriftlicher und gesprochener Version oder als Podcast, ebenso (bis Dezember 2017) Radio Bremen. Seit April 2004 sendet auch die deutschsprachige Redaktion bei Radio Vatikan Nachrichten auf Latein. Radio F.R.E.I. aus Erfurt hat seit Juli 2015 eine wöchentliche Lateinsendung im Programm namens Erfordia Latina. Am 23. August 2008 brachte der Fernsehsender 3sat eine Folge der Kulturzeit in lateinischer Sprache. Im Internet sind nicht nur zahlreiche lateinische Texte und entsprechende Sekundärliteratur verfügbar. In Internetforen wie Grex Latine Loquentium oder e-latein chat kommunizieren Teilnehmer aus verschiedenen Ländern lateinisch, und im Oktober 2009 wurde sogar eine lateinische Version von Facebook veröffentlicht. Eine wichtige Internetseite auf Latein ist die lateinische Wikipedia mit über 135.000 Artikeln im Jahre 2022.

### Musik

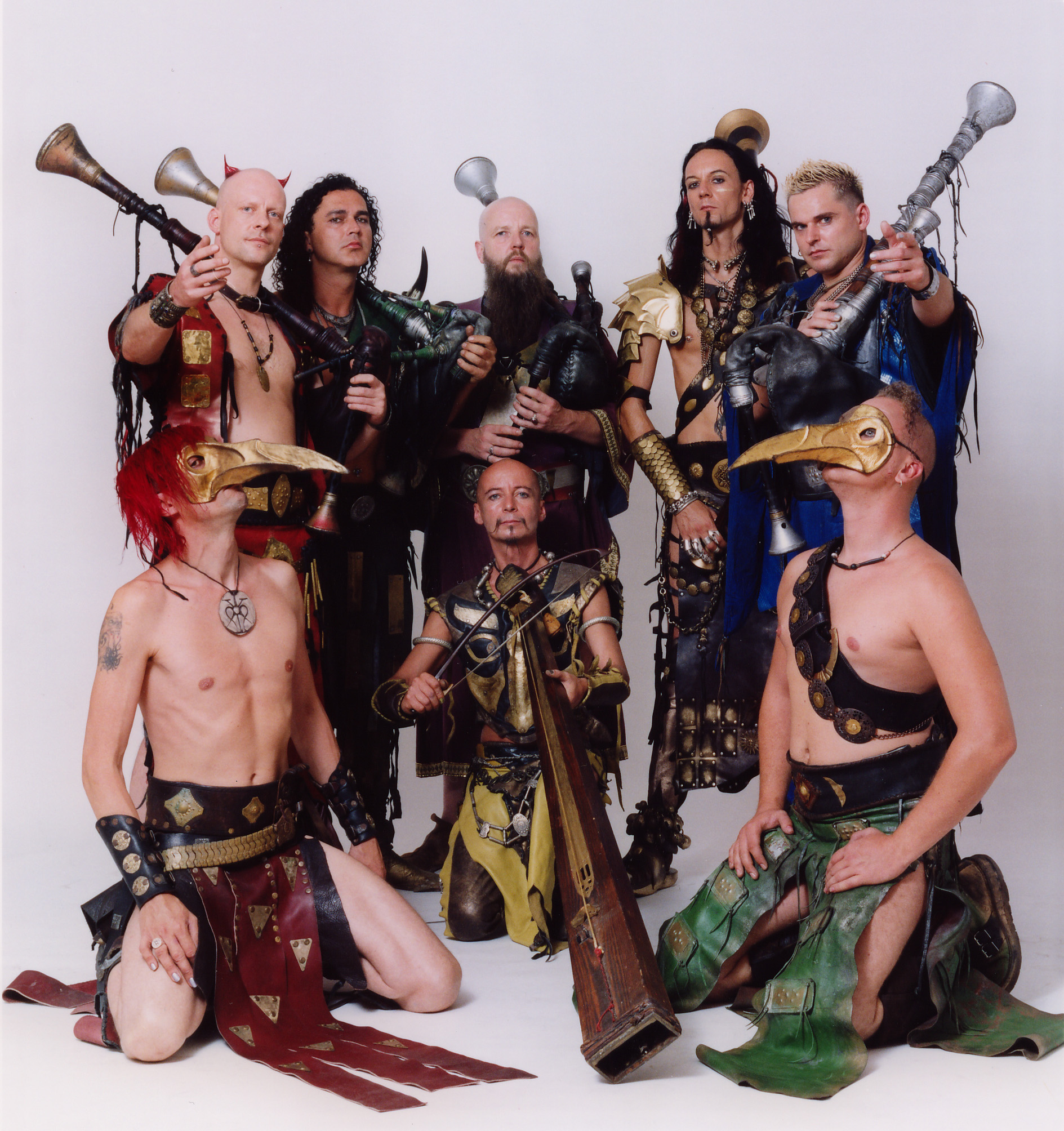
Die lateinisch singende Mittelalter-Band Corvus Corax

Besonders häufig taucht Latein in der klassischen geistlichen Musik auf, vor allem im katholischen Kontext, da die hier vertonten Texte (etwa liturgischer und biblischer Art) bis Mitte des 20. Jahrhunderts ganz überwiegend in lateinischer Sprache vorlagen. Die Melodien des gregorianischen Gesangs sind fast ausschließlich mit kirchenlateinischen Texten versehen.
Abgesehen von lateinischen Fassungen bekannter Popsongs entstehen auch neue Songs unmittelbar in Latein, etwa O Caritas von Cat Stevens oder Cursum Perficio von Roma Ryan, gesungen von Enya.
Die englische Folk-Rock-Band Steeleye Span kam mit Gaudete, einem Weihnachtslied aus dem 16. Jahrhundert, im Dezember 1973 in die Top Twenty der britischen Charts.
Die Gruppe „Ista“ bietet lateinischen Hip-Hop und von Rosenstolz gibt es den Titel Amo vitam. Erfolgreich ist derzeit die Gruppe Corvus Corax. In der klassischen beziehungsweise neoklassizistischen Musik der Gegenwart findet Latein ebenfalls Verwendung. So hat etwa der belgische Komponist Nicholas Lens auf seinem Werk Flamma Flamma ein lateinisches Libretto vertont, für sein Werk Terra Terra hat Lens selbst ein Libretto in lateinischer Sprache verfasst. Nicht zu vergessen sind auch die zahlreichen Vertonungen lateinischer Gedichte wie beispielsweise von Jan Novák. Carl Orff unterlegte mehreren seiner Vokal-Kompositionen Texte in Latein, u. a. von Catull. Igor Strawinski ließ das nach Sophokles von Jean Cocteau in französischen Versen verfasste Libretto zu Oedipus Rex von Jean Daniélou ins Lateinische übersetzen. Zur Melodie der Europahymne gibt es einen lateinischen Text von Peter Roland (Est Europa nunc unita).

### Übersetzungen
Immer wieder werden Bücher ins Lateinische übersetzt. Nikolaus Groß etwa hat 2004 eine komplett latinisierte Übertragung von Patrick Süskinds Das Parfum im Brüsseler Verlag der „Fundatio Melissa“, einem überregionalen Verein zur Pflege des gesprochenen Lateins, veröffentlicht. Dem Buch ist mit dem „Glossarium Fragrantiae“ eine größere Liste aktualisierter Neuschöpfungen beigegeben. Vom selben Wortartisten existiert des Weiteren ein Buch über den Baron Mynchusanus (Münchhausen). 2003 erschien bereits der erste Teil der Harry-Potter-Bücher von Joanne K. Rowling auf Latein (Harrius Potter et Philosophi Lapis). Daneben gibt es noch viele weitere Übersetzungen „klassischer“ Werke ins Latein, so zum Beispiel Karl Mays Winnetou III oder Der kleine Prinz (Regulus) von Antoine de Saint-Exupéry. Sehr beliebt ist auch die lateinische Fassung der Asterix-Comics, die der deutsche Altphilologe Karl-Heinz von Rothenburg (Rubricastellanus) verfasst hat. Die österreichische Tageszeitung Kurier bringt seit 1994 jeden Mittwoch von Wolfram Kautzky verfasste kuriose Meldungen aus aller Welt (Nuntii Latini) in lateinischer Sprache. Im Auftrag der finnischen Regierung übersetzte Tuomo Pekkanen 1986 das Nationalepos Kalevala ins Lateinische.

### Katholische Kirche
Latein ist die Amtssprache des Vatikanstaats. Die katholische Kirche veröffentlicht alle amtlichen Texte von weltkirchlicher Bedeutung in Latein. Das gilt für die liturgischen Bücher, den Katechismus, den Kodex des kanonischen Rechts sowie die päpstlichen Rechtsvorschriften (canones und decretales) und Enzykliken. In der Öffentlichkeit wird das Kirchenlatein insbesondere beim österlichen Segen des Papstes Urbi et orbi (für die Stadt und den Erdkreis) und in der nach dem Konklave durch den Kardinalprotodiakon verkündeten Formel Habemus papam (Wir haben einen Papst) wahrgenommen. Bis zur Liturgiereform 1965 unter Paul VI. war Latein in der so genannten Tridentinischen Messe die offizielle Sprache der Heiligen Messe und ist dies (laut Sacrosanctum Concilium) offiziell noch heute, wobei andere Sprachen jedoch gleichfalls erlaubt sind. Tatsächlich werden nur noch sehr wenige Gottesdienste in Latein gehalten. Papst Benedikt XVI. bevorzugte bei seinen Messen aber das Lateinische vor dem Italienischen. Im März 2007 empfahl er in dem Schreiben Sacramentum caritatis ausdrücklich die Anwendung des Lateinischen in Gottesdiensten. Auch seinen Rücktritt kündigte er am 11. Februar 2013 in lateinischer Sprache an.
Für die Pflege und Weiterentwicklung der lateinischen Sprache rief Papst Paul VI. 1976 die Stiftung Latinitas ins Leben, welche sich darum bemüht, ein dem neuzeitlichen Sprachgebrauch angemessenes Latein zu erstellen. Hierzu veröffentlicht sie neben einer Zeitschrift das Lexicon recentis Latinitatis, das Lexikon des Neulateins, welches in seiner letzten Überarbeitung 2004 mit 15.000 neuen Begriffen erschien, darunter etwa das lateinische Wort für „Computer“ instrumentum computatorium.

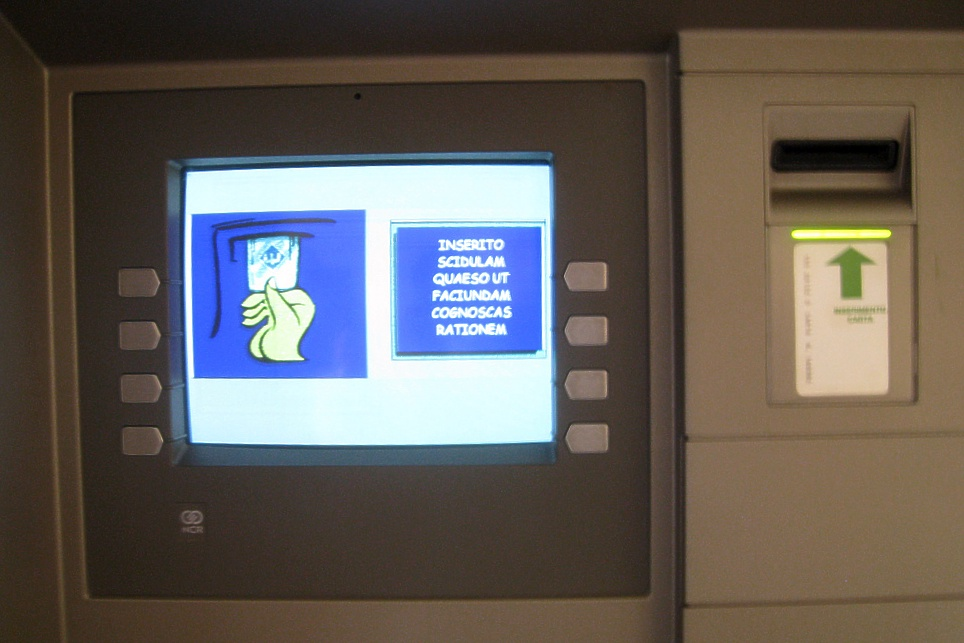
Eine lateinische Bedienungsanleitung für einen Geldautomaten im Vatikan

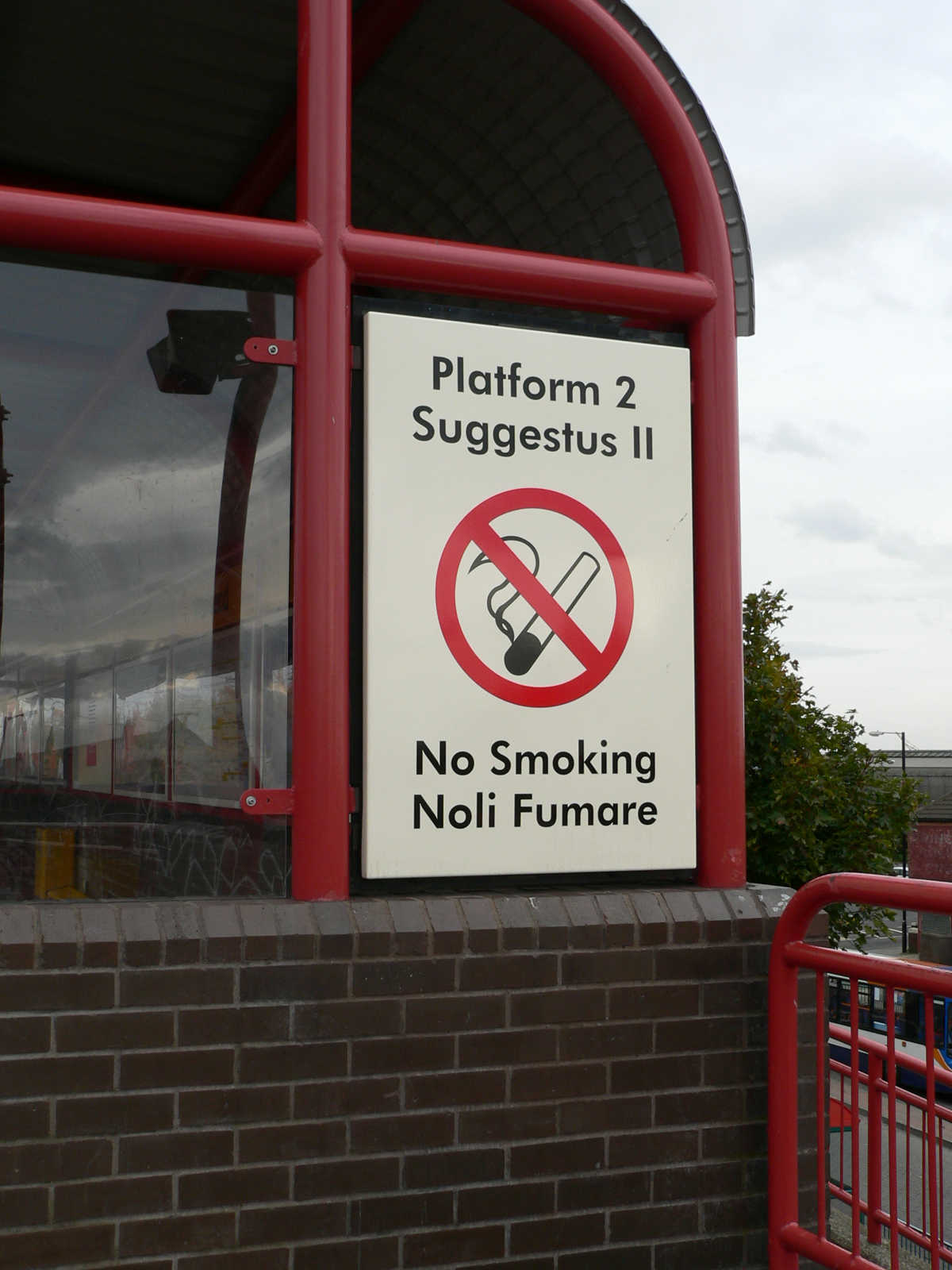
Zweisprachige Beschriftung an der „Wallsend Tyne and Wear Metro station“

### Wissenschaften
In der Biologie erfolgt die Namensbildung der wissenschaftlichen Namen lateinisch und griechisch. In der Medizin sind die anatomischen Fachbegriffe überwiegend lateinisch, für die einzelnen Organe wird zusätzlich auch latinisiertes Griechisch verwendet. Die Krankheitsbezeichnungen leiten sich aus dem Griechischen ab. In den Rechtswissenschaften existieren verschiedene lateinische Lehrsätze und Fachbegriffe (Latein im Recht). Auch in der Geschichtswissenschaft spielt vor allem Latein weiterhin eine große Rolle. In der Meteorologie werden lateinische Begriffe in der Wolkenklassifikation eingesetzt. Auch in der Pharmazie ist Latein üblich, deutsche Apotheker und Ärzte verwenden als Rezeptsprache Latein, vor allem in Abkürzungen. So existiert für jeden Arzneistoff neben dem internationalen IUPAC-Namen auch ein lateinischer Name, ebenso wird für jede Arzneipflanze neben dem deutschen auch ein lateinischer Name geführt, oftmals auch vermischt mit Bezeichnungen griechischen Ursprungs. In der Astronomie hat die Internationale Astronomische Union (IAU) die gesamte Himmelssphäre in 88 Sternbilder unterteilt, die alle einen offiziellen lateinischen Namen zusammen mit einem dreibuchstabigen Kürzel tragen. Einzelne Sterne innerhalb eines Sternbilds werden mit griechischen oder lateinischen Buchstaben oder Zahlen bezeichnet, gefolgt vom lateinischen Genitiv des Sternbildnamens.
Auch die Nomenklatur der geologischen Formationen auf anderen Himmelskörpern ist gemäß IAU in der Regel lateinisch. Im Spätsommer 2012 setzte sich die NASA auf dem Mars erstmals darüber hinweg, indem sie in ihren Veröffentlichungen Aeolis Mons durchgängig als Mount Sharp bezeichnete.

### Europäische Union

Beispiel: Logo des Europäischen Parlaments

Die Europäische Union (EU) verwendet Latein, wenn eine Darstellung in den unterschiedlichen EU-Sprachen nicht möglich ist, so in den Logos der Organe. Eine Verwendung als Amtssprache wurde zwar diskutiert, ist aber nicht vorgesehen.

## Sprachbeispiel
Das folgende Sprachbeispiel ist der Schrift Commentarii de Bello Gallico von Gaius Iulius Caesar entnommen (1. Buch, 1. Abschnitt).
Gallia est omnis divisa in partes tres, quarum unam incolunt Belgae, aliam Aquitani, tertiam qui ipsorum lingua Celtae, nostra Galli appellantur. (2) Hi omnes lingua, institutis, legibus inter se differunt. (3) Gallos ab Aquitanis Garumna flumen, a Belgis Matrona et Sequana dividit. (4) Horum omnium fortissimi sunt Belgae, propterea quod a cultu atque humanitate provinciae longissime absunt, minimeque ad eos mercatores saepe commeant atque ea quae ad effeminandos animos pertinent important, proximique sunt Germanis, qui trans Rhenum incolunt, quibuscum continenter bellum gerunt. (5) Qua de causa Helvetii quoque reliquos Gallos virtute praecedunt, quod fere cotidianis proeliis cum Germanis contendunt, cum aut suis finibus eos prohibent aut ipsi in eorum finibus bellum gerunt. (6) Eorum una pars, quam Gallos obtinere dictum est, initium capit a flumine Rhodano, continetur Garumna flumine, Oceano, finibus Belgarum, attingit etiam ab Sequanis et Helvetiis flumen Rhenum, vergit ad septentriones. (7) Belgae ab extremis Galliae finibus oriuntur, pertinent ad inferiorem partem fluminis Rheni, spectant in septentrionem et orientem solem. (8) Aquitania a Garumna flumine ad Pyrenaeos montes et eam partem Oceani quae est ad Hispaniam pertinet; spectat inter occasum solis et septentriones.
„Gallien als Ganzes zerfällt in drei Teile, deren ersten die Belger, deren zweiten die Aquitanier und deren dritten ein Volksstamm, der in der eigenen Sprache Kelten, in unserer Sprache Gallier heißt, bewohnen. (2) Diese alle sind in Sprache, Gewohnheiten und Gesetzen untereinander verschieden. (3) Die Gallier trennt der Fluss Garonne von den Aquitaniern, die Marne und die Seine von den Belgern. (4) Die tapfersten unter allen sind die Belger, weil sie von der (feinen) Lebensweise und Bildung der (römischen) Provinz (Gallien) am entferntesten sind und in keiner häufigen Berührung mit fremden Kaufleuten stehen, die ihnen also auch keine Gegenstände zuführen, die geeignet sind, eine Verweiblichung des Gemüts zu bewirken, und weil sie den Germanen, die jenseits des Rheins wohnen, am nächsten sind, mit denen sie unaufhörlich Krieg führen. (5) Aus dem gleichen Grund übertreffen auch die Helvetier die übrigen Gallier an Tapferkeit, denn sie liegen fast täglich mit den Germanen im Kampf, wehren dieselben entweder vom eigenen Gebiet ab, oder führen auf deren Boden selbst Krieg. (6) Jener eine Teil (Galliens), den wie gesagt die Kelten innehaben, fängt am Fluss Rhône an, wird von der Garonne, dem Ozean und dem Gebiet der Belger begrenzt und reicht auf der Seite der Sequaner und Helvetier bis an den Rheinstrom: die ganze Richtung aber ist gegen Norden. (7) An der äußersten Grenze der Gallier beginnt das Land der Belger, das sich bis in die unteren Gegenden des Rheins erstreckt und gegen Norden und Osten liegt. (8) Aquitanien erstreckt sich von der Garonne bis zu den Pyrenäen aus und zu dem Teil des Ozeans, der zu Spanien gehört; es liegt gegen Westen und Norden.“

## Referenzlisten
- Lateinische Zahlwörter
- Liste latinisierter Namen
- Liste lateinischer Ortsnamen

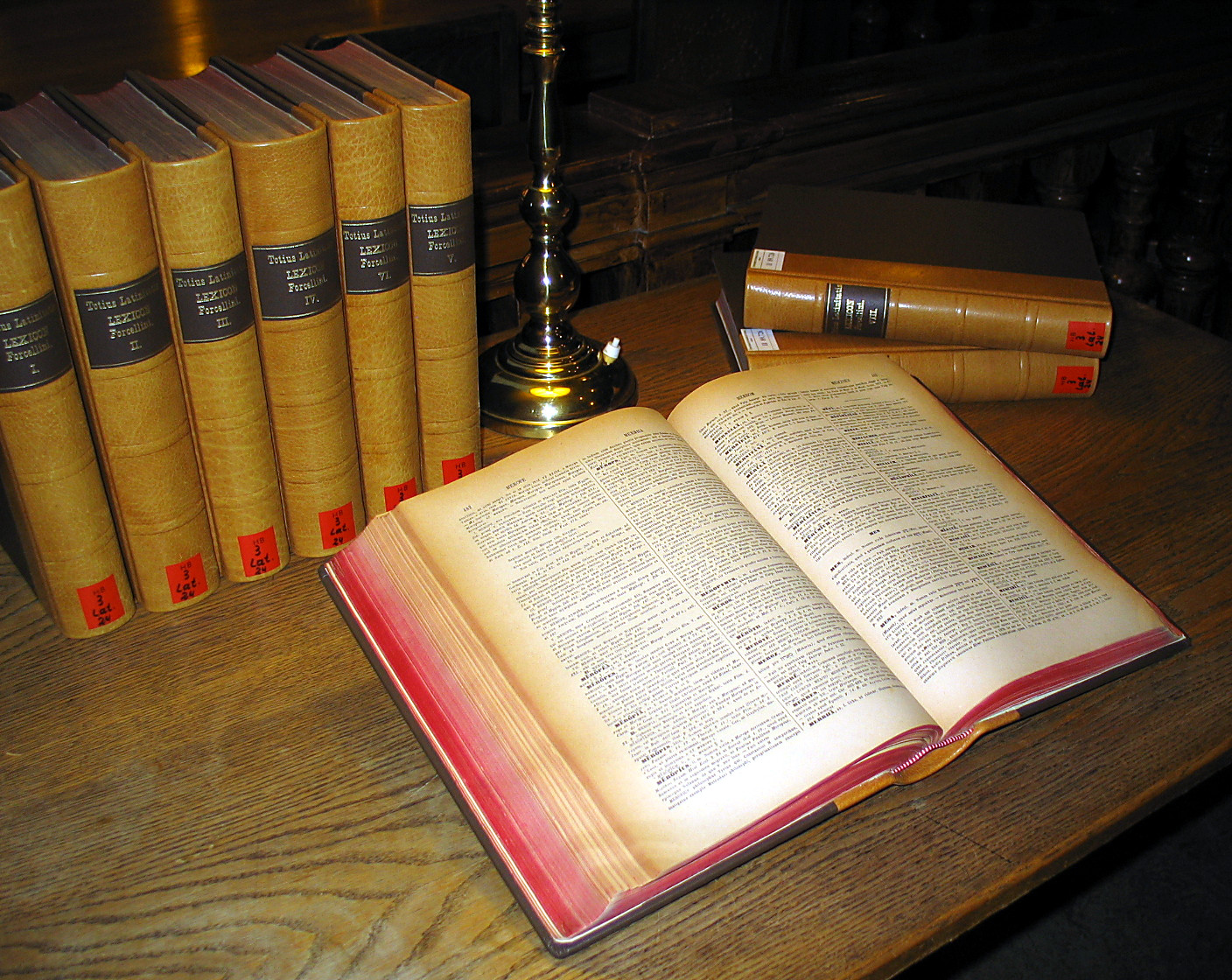
Egidio Forcellinis lateinisches Wörterbuch im Lesesaal der Universitätsbibliothek Graz

- Liste lateinischer Präfixe, Liste lateinischer Suffixe
- Liste lateinischer Phrasen
- Liste lateinischer Lehn- und Fremdwörter im Deutschen
- Liste lateinischer Palindrome (im lateinischen Wiktionary)